# Montagne des Ubacs
La montagne des Ubacs est une montagne du Nord-Est du département français des Bouches-du-Rhône.

## Géographie

### Situation
La montagne des Ubacs se situe entre le massif de la montagne Sainte-Victoire et le massif du Concors, dans le Nord-Est des Bouches-du-Rhône, à 3 km au nord-est de Vauvenargues.
La D 11 reliant Vauvenargues à Jouques, traverse le versant septentrional de la montagne avec le passage au col du Grand-Sambuc (615 m). Elle est parfois enneigée ou verglacée l'hiver.

### Topographie
La montagne s'étend sur 6 km et son point culminant, à 697 m d'altitude, se situe près du hameau du Grand Sambuc.